# Файн, Адриан
Адриан Файн (нем. Adrian Fein; родился 18 марта 1999, Мюнхен, Германия) — немецкий футболист, полузащитник клуба «Ферль».

## Биография
Адриан — уроженец города Мюнхен. Начинал заниматься в школах «Хелиос» и «Мюнхен-1860», однако уже в семь лет оказался в академии лидера немецкого футбола — «Баварии». В 2016 году был переведён в команду юношей не старше 19 лет. В сезоне 2017/18 был привлечён к тренировкам со второй командой. Дебютировал за неё 14 июля 2017 года в поединке Регионаллиги против «Ингольштадт II». Всего в дебютном сезоне провёл 28 встреч, забил 1 мяч, пришедшийся на поединок с «Айхштетом».
Сезон 2018/2019 начал также во второй команде мюнхенцев, однако 1 сентября 2018 года был отдан в годичную аренду в клуб Второй Бундеслиги «Ян». Дебютировал за него 23 сентября 2018 года в гостевом поединке против «Гамбурга», где «Ян» сенсационно выиграл с разгромом 0:5. Всего за команду «Ян» Файн провёл 21 матч, забитыми мячами не отличался.
18 июня 2019 года Адриан Файн отправился в годичную аренду в клуб «Гамбург», выступавший всё в той же Второй Бундеслиге. 28 июля игрок дебютировал за новую команду поединком против «Дармштадта», выйдя на поле в стартовом составе и проведя весь матч.. В «Гамбурге» за сезон Адриан провёл 31 встречу, в которой единожды отличился.
К сезону 2020/2021 Файн готовился вместе с основным составом «Баварии». Был в заявке и находился на скамейке запасных в поединках Суперкубка Германии и Суперкубка УЕФА, однако на поле не выходил. Несмотря на 6 октября 2020 года Адриан отправился в очередную годичную аренду — на этот раз в нидерландский ПСВ, у которого также оказалась возможность выкупа футболиста после сезона. 18 октября 2020 года Файн дебютировал за новый клуб в поединке против «Зволле», выйдя на замену на 87-й минуте вместо Ибраима Сангаре.
24 августа 2022 года перешёл в роттердамский «Эксельсиор», подписав с клубом двухлетний контракт.
29 января 2024 года перешёл в клуб «Ферль».
Также Файн выступал за юношеские сборные Германии. Ныне выступает за немецкую молодёжную сборную. Дебютировал за неё 5 сентября 2019 года в товарищеской встречи с греческой молодёжкой.

## Достижения
«Бавария»
- Обладатель Суперкубка Германии: 2020
- Обладатель Суперкубка УЕФА: 2020